# Paudie O'Connor
Paudie O'Connor, född 14 juli 1997 i Limerick, är en irländsk fotbollsspelare (mittback) som spelar för den engelska klubben Lincoln City.

## Klubblagskarriär

### Limerick
O'Connor gjorde sin professionella debut för Limerick FC mot Bohemians i irländska Premier League den 7 mars 2015, vid 17 års ålder. Han spelade 16 matcher under debutsäsongen och gjorde sitt första mål den 14 augusti 2015 mot Cork City. Efter att Limerick flyttats ner figurerade han i 23 matcher under säsongen 2016, som slutade med att klubben vann First Division.

### Leeds United
I början av mars 2017 värvades O'Connor av Leeds United. Han tränade inledningsvis med U23-laget och blev dess lagkapten. Vid säsongsinledningen 2017/2018 inkluderades han i a-lagstruppen. Han figurerade under försäsongen och fanns med på avbytarbänken då Newport County besegrades med 5-1 i ligacupen den 22 augusti. Den 7 april 2018 gjorde O'Connor sin tävlingsdebut för Leeds, då han startade i en oavgjord Championship-match (1-1) mot Sunderland. Han figurerade i ytterligare tre matcher under samma månad. Den 29 juni 2018 förlängdes O'Connors kontrakt med Leeds i två år, med option på ytterligare ett år.

#### Blackpool (lån)
Den 6 juli 2018 lånades O'Connor ut till League One-klubben Blackpool för hela den kommande säsongen. Han spelade från start i säsongsdebuten den 4 augusti, en oavgjord bortamatch (0–0) mot Wycombe Wanderers. O'Connor kom att spela 17 gånger för Blackpool, varav tio i serien, fram till den 7 januari då lånet avbröts. Hans sista match för klubben blev en förlust den 5 januari mot Arsenal i FA-cupen med 3–0.

#### Bradford City (lån)
Den 8 januari 2019 gick O'Connor ut på ett nytt lån, nu till nedflyttningshotade League One-konkurrenten Bradford City, där han förväntades få mer regelbunden speltid än i Blackpool. Han fick debutera från start den 12 januari borta mot Barnsley, men byttes ut i halvtid i en seriematch som Bradford förlorade med 3–0. O'Connor spelade nio seriematcher under våren, som för Bradfords del slutade med nedflyttning till League Two.

### Bradford City
Den 18 juni 2019 lämnade O'Connor Leeds på fri transfer för att återvända till Bradford City på permanent basis, varvid han skrev på ett treårigt kontrakt med klubben.

### Lincoln City
Den 13 juni 2022 värvades O'Connor av Lincoln City.